# 保護台湾大連盟
保護台湾大連盟（ほごたいわんだいれんめい）は2004年8月1日に結党された台湾の政党。中華民国第110番目の政党として登録されている。略称は護台連盟。英文はTaiwan Defense Allianceと表記され、TDAが略称として使用されている。党本部は台中市に設置され、現在の党主席は楊緒東である。台湾の民主、自由、人権、主権を守り、更に台湾国内の各民族文化の継承を求党是としている。
2018年12月1日解散。

## 政治主張
護台連盟は、台湾は第二次世界大戦においてアメリカが遺留した無主地域であるとの主張を行っている。そのためアメリカが主要な占領統治権を有し、中華民国はアメリカの委託を受け軍事占領していないとしている。それを実践するため2006年3月29日に米国在台湾協会台北事務所に対しアメリカ旅券の申請を行ったことがある。
しかし入党資格に我国国籍保持者との記載もあり、我国がいかなる主権国家を示すのかの明確な指標がなく、中華民国軍事占領論に矛盾が生じているとの指摘も有る。